# Ctenactis albitentaculata
Ctenactis albitentaculata är en korallart som beskrevs av Bert W. Hoeksema 1989. Ctenactis albitentaculata ingår i släktet Ctenactis och familjen Fungiidae. IUCN kategoriserar arten globalt som nära hotad. Inga underarter finns listade i Catalogue of Life.